# Johann Albert Fabricius
Pour les articles homonymes, voir Fabricius.
Johann Albert Fabricius  est un savant bibliographe et théologien allemand, professeur d'éloquence et de philosophie morale, né à Leipzig le 11 novembre 1668, et mort à Hambourg le 30 avril 1736 .

## Biographie
Johann Albert Fabricius est le fils de Werner Fabricius (1633-1679), compositeur originaire du Holstein, directeur de la musique de l'église Saint-Paul et organiste de l'église Saint-Nicolas, et de Marthe Corthum. Il a perdu sa mère le 20 novembre 1674 et son père le 9 janvier 1679. Il a été orphelin à l'âge de 10 ans. Sur son lit de mort, son père la recommandé au théologien Valentin Alberti qui s'est chargé de sa tutelle et a pris soin de son éducation. Son père l'a initié à la langue latine, puis il a été formé pendant cinq ans par Wenceslaus Buhlius. Il l'a quitté pour étudier avec Jean Godefroi Herrichen, recteur de l'école Saint-Nicolas. En 1684, il a continué ses études à Quedlinbourg avec Samuel Schmid, recteur du collège de cette ville. Il y a lu avec avidité les deux livres de Gaspard de Barth  Adversariorum libri LX (1624). En 1686 il retourne à Leipzig où il est immatriculé comme étudiant en septembre. Son tuteur, Valentin Alberti, était professeur de l'université de Leipzig. Il a pris le jeune Fabricius chez lui et a dirigé ses études pendant sept ans. Il a suivi les enseignements de plusieurs autres savants : Johann Benedict Carpzov, Johannes Olearius, professeur de grec, Joachim Feller, Adam Rechenberg, théologien, Otto Mencke, Johannes Cyprian, Johann Schmid. Johann Albert Fabricius disait que celui qui a eu le plus d'influence a été Thomas Ittig parce qu'il l'a encouragé à l'étude des Pères de l'Église et de l'histoire ecclésiastique qui sont nécessaires à la théologie. La lecture du livre Polyhistor, sive de auctorum notitia et rerum commentarii de Daniel Georg Morhof, à Leipzig, l'a poussé à lire les meilleurs livres dans tous les genres. Il est reçu bachelier en philosophie le 27 novembre 1686, à 18 ans. Il est reçu maître ès arts dans la même faculté le 26 janvier 1688. Il commence aussitôt à publier des livres. Pour obtenir une place à la faculté de philosophie, il a soutenu, le 16 mars 1692, une dispute sur les sophismes des anciens philosophes et surtout les stoïciens (De antiquarum philosophorum, stoïcorum maxime cavillationibus) ainsi qu'en 1693 sur le platonisme de Philon d'Alexandrie (De Platonismo Philonis Judaei). Il s'est aussi intéressé à la médecine mais a vite abandonné pour ne se consacrer qu'à la théologie.
En 1693, il se rend à Hambourg pour visiter des parents, en particulier chez son oncle Gerard Corthum, pasteur à Bergedorff. Son tuteur, Valentin Alberti, lui a annoncé que toute sa fortune avait été dépensée pour son éducation et qu'il lui était en plus redevable d'une somme. Il est rentré chez le théologien Johann Friedrich Mayer, le 13 juin 1694, pour s'occuper de sa riche bibliothèque.
Il a commencé la prédication à l'église Saint-Jacques le 24 avril 1692. Il a continué pendant 4 ans et 3 mois, tous les mercredis matin.
En 1696, il a accompagné Johann Friedrich Mayer en Suède qui l'a présenté au roi Charles XI. De retour à Hambourg, il a disputé la chaire de logique et de métaphysique qui était vacante mais ne l'a pas eu. Par l'entremise de Mayer, il a obtenu la chaire d'éloquence et de philosophie pratique que la mort de Vincent Placcius, le 6 avril 1699, avait rendue libre. Le 29 juin, il a donné sa première leçon par une harangue sur le caractère et l'excellence de l'éloquence d'Épictète. Il a pris quelques mois plus tard le degré de docteur en théologie à l'Académie de Kiel, sous la présidence de Johann Friedrich Mayer avec une dispute sur le souvenir que l'Âme de l'Homme conserve après la mort.
Il passa la plus grande partie de sa vie à Hambourg. Il a enseigné aussi la théologie, et a été nommé recteur de l'école Saint-Jean, en 1708. 
Hermann Samuel Reimarus a publié sa Vie en 1737.

## Publications
Travailleur infatigable, il est crédité de 128 livres, dont les principaux sont : 
- Bibliotheca latina ou Notice des auteurs latins et de leurs éditions, 1697, imprimée en 1773 par Johann August Ernesti avec de grandes améliorations ;
- Bibliotheca Graeca, 1705-1728, refondue par Gottlieb Christoph Harless, 1790-1812 ;
- Bibliotheca antiquaria, 1713 et 1760 ;
- Bibliotheca Latina mediae et infimae Aetatis, 1734-1746, terminée après sa mort par Christian Schöttgen et rééditée par Mansi, Padoue, 1754 ;
- Bibliotheca ecclesiastica, 1718, recueil d'auteurs qui ont écrit sur l'histoire ecclésiastique.
- Specimen elencticum historiae logicae, catalogue des traités de logiques (1699)
- Bibliotheca Antiquaria (1713)
- Centifolium Lutheranum, une bibliographie luthérienne (1728)
- Bibliotheca Ecclesiastica (1718)
- Préface  le Theatrum anonymorum et pseudonymorum(1708) de Vincent Placcius

Fabricius a aussi permis l'articulation de la pseudépigraphie vétérotestamentaire et des apocryphes néotestamentataires grâce à ses compilations de textes et d'extraits:
- Codex apocryphus Novi Testamenti (1703)
- Codex pseudepigraphus Veteris Testamenti (1713)
- Codicis pseudepigraphi Veteris Testamenti Volumen alterum accedit Josephi veteris Christiani auctoria Hypomnesticon (1722). Dans ce volume, Fabricius a placé dans un même recueil l'apocalypse de Saint Jean et le Livre de Daniel: cette catégorisation est à l'origine de la constitution d'une littérature apocalyptique[1].

Il a en outre donné des éditions de Dion Cassius, de Sextus Empiricus, des écrits apocryphes de l'Ancien et du Nouveau Testament, et de divers ouvrages de V. Placcius, de Jean Mabillon, Anselmo Banduri, Morhof, etc. 